# Wrecking Ball (álbum de Bruce Springsteen)
Wreckin Ball é o décimo sétimo álbum de estúdio do cantor americano Bruce Springsteen, lançado em 6 de março de 2012, pela gravadora Columbia Records. O primeiro single do álbum, "We Take Care of Our Own", foi lançado em 19 de janeiro de 2012. Outra canção, "Rocky Ground", foi lançado para selecionar as lojas de discos de 7 polegadas como um Dia Loja Registro, exclusivo em 21 de abril de 2012. Em 13 de abril de 2012, um vídeo musical para o terceiro single do álbum, "Death to My Hometown", foi lançado.
O álbum estreou como número #1 em 16 países, incluindo tanto os Estados Unidos quanto o Reino Unido, com cerca de 196 mil e 74 mil discos vendidos, respectivamente. "Wrecking Ball" tornou-se o décimo álbum de Bruce Springsteen a atingir o número #1 nos Estados Unidos, deixando Elvis Presley para a #3 posição no ranking de álbuns na liderança. Somente os The Beatles (19) e Jay-Z (12) têm mais álbuns de número um.

## Lista de faixas
Todas as canções foram escritas e compostas por Bruce Springsteen.
| N.º | Título                    | Duração |  |
| 1.  | "We Take Care of Our Own" | 3:54    |  |
| 2.  | "Easy Money"              | 3:37    |  |
| 3.  | "Shackled and Drawn"      | 3:46    |  |
| 4.  | "Jack of All Trades"      | 6:00    |  |
| 5.  | "Death to My Hometown"    | 3:29    |  |
| 6.  | "This Depression"         | 4:08    |  |
| 7.  | "Wrecking Ball"           | 5:49    |  |
| 8.  | "You've Got It"           | 3:48    |  |
| 9.  | "Rocky Ground"            | 4:41    |  |
| 10. | "Land of Hope and Dreams" | 6:58    |  |
| 11. | "We Are Alive"            | 5:36    |  |

| Faixas bônus |                                            |         |  |
| N.º          | Título                                     | Duração |  |
| 12.          | "Swallowed Up (In the Belly of the Whale)" | 5:28    |  |
| 13.          | "American Land"                            | 4:25    |  |

## Gráficos e certificações
| País/Parada (2012)                          | Melhor posição |
| ------------------------------------------- | -------------- |
| Alemanha (Media Control Charts)             | 1              |
| Austrália (ARIA Charts)                     | 2              |
| Áustria (Ö3 Austria Top 40)                 | 1              |
| Bélgica (Ultratop 50 Flanders)              | 1              |
| Bélgica (Ultratop 40 Valônia)               | 3              |
| Canadá (Canadian Albums Chart)              | 3              |
| Dinamarca (Hitlisten)                       | 1              |
| Escócia (Scottish Singles and Albums Chart) | 1              |
| Espanha (PROMUSICAE)                        | 1              |
| Estados Unidos (Billboard 200)              | 1              |
| Estados Unidos (Billboard Rock Albums)      | 1              |
| Estados Unidos (Billboard Digital Albums)   | 4              |
| Estados Unidos (Tastemaker Albums)          | 1              |
| Finlândia (Suomen virallinen lista)         | 1              |
| França (SNEP)                               | 3              |
| Grécia (IFPI Grécia)                        | 18             |
| Hungria (MAHASZ)                            | 2              |
| Irlanda (IRMA)                              | 1              |
| Itália (FIMI)                               | 1              |
| Noruega (VG-lista)                          | 1              |
| Nova Zelândia (RIANZ)                       | 1              |
| Polónia (Polish Music Charts)               | 10             |
| Portugal (AFP)                              | 4              |
| Reino Unido (UK Albums Chart)               | 1              |
| Chéquia (IFPI)                              | 4              |
| Suécia (Sverigetopplistan)                  | 1              |
| Suíça (Schweizer Hitparade)                 | 1              |

| Áustria (IFPI Áustria) | Ouro    | 10 000x |
| Canadá (Music Canada) | Ouro    | 40 000^ |
| Espanha (PROMUSICAE) | Platina | 40 000^ |
| Itália (FIMI) | Platina | 30 000* |
| Portugal (AFP) | Ouro    | 10 000x |
| Suíça (IFPI Schweiz) | Ouro    | 15 000x |
| * Números de vendas com base em certificação individual ^ Valores enviados com base em certificação individual x Números não especificados com base em certificação individual |         |         |